# Michal Slaný
Michal Slaný (* 4. července 1976 Znojmo) je český herec.

## Život
Absolvoval Střední školu průmyslovou v Brně a poté v roce 2000 vystudoval činoherní herectví na Divadelní fakultě Janáčkovy akademie múzických umění v Brně. Začal hostovat ve Východočeském divadle v Pardubicích a v Divadle J. K. Tyla v Plzni. Do září 2001 hrál v Městském divadle v Brně. V období let 2001 až 2009 byl členem Národního divadla v Praze, kde ztvárnil řadu rolí v hrách Williama Shakespeara.

## Filmografie – výběr
- Stůj, nebo se netrefím! (1997)
- Román pro ženy (2004)
- Boháč a chudák (2005)
- Ordinace v růžové zahradě (2005)
- Kriminálka Anděl (2008)
- Kouzla králů (2008) – král Vladan
- Hlídač č. 47 (2008)
- Gympl s (r)učením omezeným (2012)
- Ohnivý kuře (2018)
- Ulice (2019) – Radim Mareš
- Slunečná (2021) - Vladimír
- Specialisté (2022) - Pavel (161. díl)